# Grèce aux Jeux olympiques d'été de 1964
L'équipe olympique grecque participe aux Jeux olympiques d'été de 1964 à Tokyo. Elle n'y remporte aucune médaille. L'athlète Georgios Marsellos est le porte-drapeau d'une délégation grecque comptant 18 sportifs (18 hommes).